# Нагылар (Кедабекский район)
Нагылар (азерб. Nağılar) — административно-территориальная единица сельского типа в Кедабекском районе Азербайджанской Республики.

## История
- Деревня была образована в 1993 году.

## Население
- По переписи населения 2009 года в деревне живёт 311 человек[1].

## Экономика
- Население, в основном занято земледелием, животноводством и сельских хозяйством.